# Levantamiento en Veracruz de 1879
El levantamiento lerdista en Veracruz proponía el derrocamiento de Porfirio Díaz y la vuelta a la presidencia de Sebastián Lerdo de Tejada. Sucedió a fines de junio de 1879.
Un grupo de lerdistas armados había llegado del extranjero tras más de tres años de preparar su revuelta. A bordo del buque "Libertad", quinientos soldados desembarcaron en el puerto la madrugada del 14 de junio y comenzó el ataque a la ciudad. Sin embargo, el gobernador del estado, Luis Mier y Terán, comisionó a una brigada  a los sublevados. Mier y Terán comunicó la situación a Díaz, pues existía el agravante de que Porfirio Díaz Ortega, hijo mayor del presidente y ahijado del propio gobernador, se encontraba en Veracruz. Díaz respondió con un mensaje cifrado que al ser leído reveló la terminante orden del presidente: "Mátalos en caliente". De inmediato Mier y Terán cumplió la orden, que causó malestar entre la población y un pequeño levantamiento militar que también fue sofocado. Años más tarde, durante el transcurso de la Revolución mexicana, este asunto fue uno de los principales motivos de la caída del Porfiriato. Incluso en 1912 Félix Díaz se levantó en Armas en Veracruz, la prensa y los partidarios de Francisco I. Madero pidieron ejecutar a Félix Díaz, en venganza de la matanza, de la que fue responsable su tío en Veracruz.

## La venganza del hijo de una de las víctimas
Entre los asesinados estaban Vicente Capmany, José Francisco Cueto, Antonio Ituarte, entre otros. En los siguientes veinte años, Porfirio Díaz no se volvería a presentar en Veracruz, pues no se le perdonaría lo de aquel telegrama y posteriormente en 1907 ordenó reprimir a los obreros en Río Blanco. En 1911, cuando el caído dictador se dirigía a Veracruz para exiliarse del país, un grupo de bandoleros intentó asaltar el tren, que estaba escoltado por Victoriano Huerta. Al mando de estos bandoleros estaba el hijo de Vicente Capmany. Fracasado el asalto, murió alcanzando por una ráfaga de ametralladoras.